# 明知鉄道アケチ1形気動車
明知鉄道アケチ1形気動車 （あけちてつどうアケチ1がたきどうしゃ）は、1985年（昭和60年）に5両が製造され、1999年（平成11年）まで使用された 明知鉄道の気動車である。本項では1989年（平成元年）に1両が製造され、2017年（平成29年）まで使用された増備車で車内構造などが異なる明知鉄道アケチ6形気動車（あけちてつどうアケチ6がたきどうしゃ）についても併せて記載する。

## 概要
1985年（昭和60年）11月に日本国有鉄道明知線を第三セクターに転換して開業した明知鉄道が開業に際して準備した気動車5両がアケチ1形で、その増備車がアケチ6形である。富士重工業製のLE-Carと呼ばれるレールバス型気動車の一種だが、ほぼ同時に製造された樽見鉄道ハイモ230-300形と同様従来のレールバス型気動車に対して車体長、幅が拡大され、ボギー車となった。引き続き車体にはバス用の部品が多用されている。アケチ1形には軽量化のため冷房装置が搭載されなかったが、これはボギー式のLE-Carでは唯一の事例である。エンジンはアケチ1形ではPE6HT03を169 kW（230 PS）に設定、アケチ6形では冷房装置を搭載するため同じエンジンを184 kW（250 PS）に設定して採用した。鉄道車両として初めて機関、排気、リターダで構成されるハイドロ・ダイナミック・リターダと呼ばれる抑速装置を採用している。アケチ1形、アケチ6形全車が正面貫通式、両運転台、トイレなし、アケチ1形はセミクロスシート、アケチ6形はお座敷車としても使用できるロングシートである。アケチ5は1992年（平成4年）に車内がロングシートに改造されている。アケチ1形はアケチ10形に置き換えられて1997年（平成9年）から1999年（平成11年）にかけて廃車され、アケチ6形はアケチ100形に置き換えられて2017年（平成29年）に廃車された。
| 形式             | アケチ1    | アケチ6 |
| エンジン出力(kW) | 169        | 184     |
| 自重(t)          | 23.5       | 24.2    |
| 全高(mm)         | 3,515      | 3,550   |
| 座席             | セミクロス | ロング  |
| 冷房装置         | 無         | 有      |
| 製造数           | 5          | 1       |
| 製造年           | 1985年     | 1989年  |
| 全廃年           | 1999年     | 2017年  |

## 車体
富士重工業製のレールバスLE-Carとして15 m級の車体を採用した最初期のもので、台車もボギー式となった。LE-Carシリーズではバス用構体を流用したため全幅が2,440 mmとなっていたが、2台分の垂木を接合することでアケチ1形では2,700 mmとなった。前面は貫通式、乗務員室は左側で、乗務員室側にのみ乗務員用扉が設けられた。折り戸の客用扉が片側2か所、両車端に設けられた。扉間には中央部に下半分が引き違い式、上半分が平面窓固定式の幅1,600 mmの窓6組と運転台がない側の扉寄りに1,060 mmの同構造の窓1組が設けられたが、アケチ6形では両端の窓は固定式となった。全車トイレの装備はない。外部塗装はクリーム色で、車体裾に下に行くほど細くなる朱色の帯が3本巻かれ、車体側面中央部と正面貫通扉部は明知鉄道の頭文字Aが意匠化されている。
アケチ1形はセミクロスシートで、車内中央部に片側2組、左右計4組の4人掛けボックスシートが設けられたほかはロングシート、アケチ6形はお座敷車としても使用できる全席ロングシートである。ワンマン運転用の機器と、団体列車に使用されることを想定したカラオケ用マイクジャックが設けられた。

## 走行装置

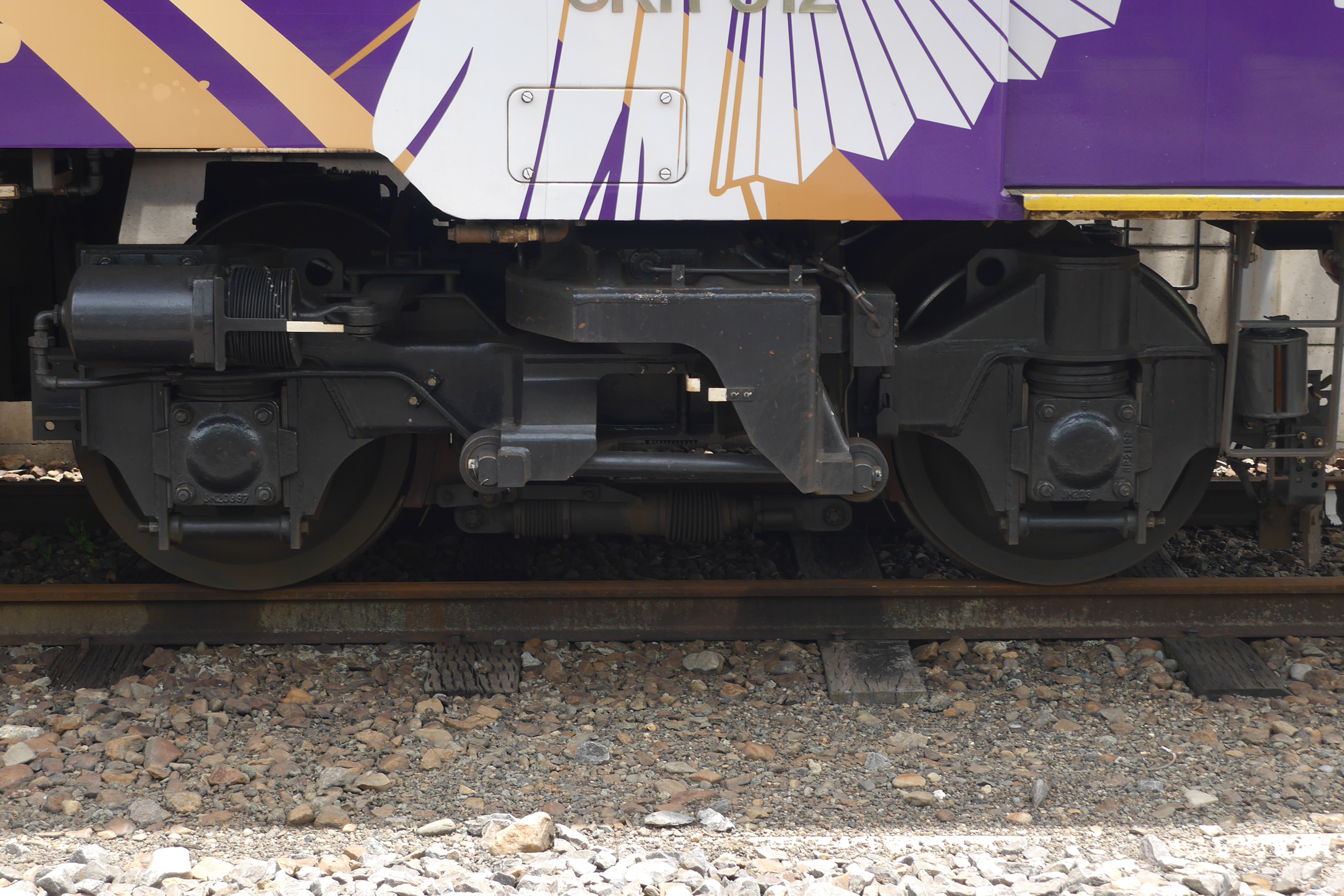
FU34系台車
写真は信楽高原鐵道SKR310形のもの

エンジンは、日産ディーゼル製PE6HT03ディーゼルエンジンを1基搭載しているが、アケチ1形では定格出力169 kW（230 PS） / 1,900 rpm、アケチ6形では定格出力184 kW（250 PS） / 1,900 rpmで使用された。動力は新潟コンバーター製DB115液体変速機を介して2軸駆動の台車に伝達される。台車は上枕空気ばね、軸ばね式FU34D/Tが採用された。制動装置はSME三管式直通ブレーキが採用され、鉄道車両として初めて機関、排気、リターダで構成されるハイドロ・ダイナミック・リターダと呼ばれる抑速装置が併用された。

## 空調装置
暖房装置はエンジン排熱を利用した温風式である。アケチ1形は冷房装置の装備はない。アケチ6形冷房装置はバス用のものを流用した能力25.6 kW（22,000 kcal/h）のICPU-023が設置された。

## 車歴

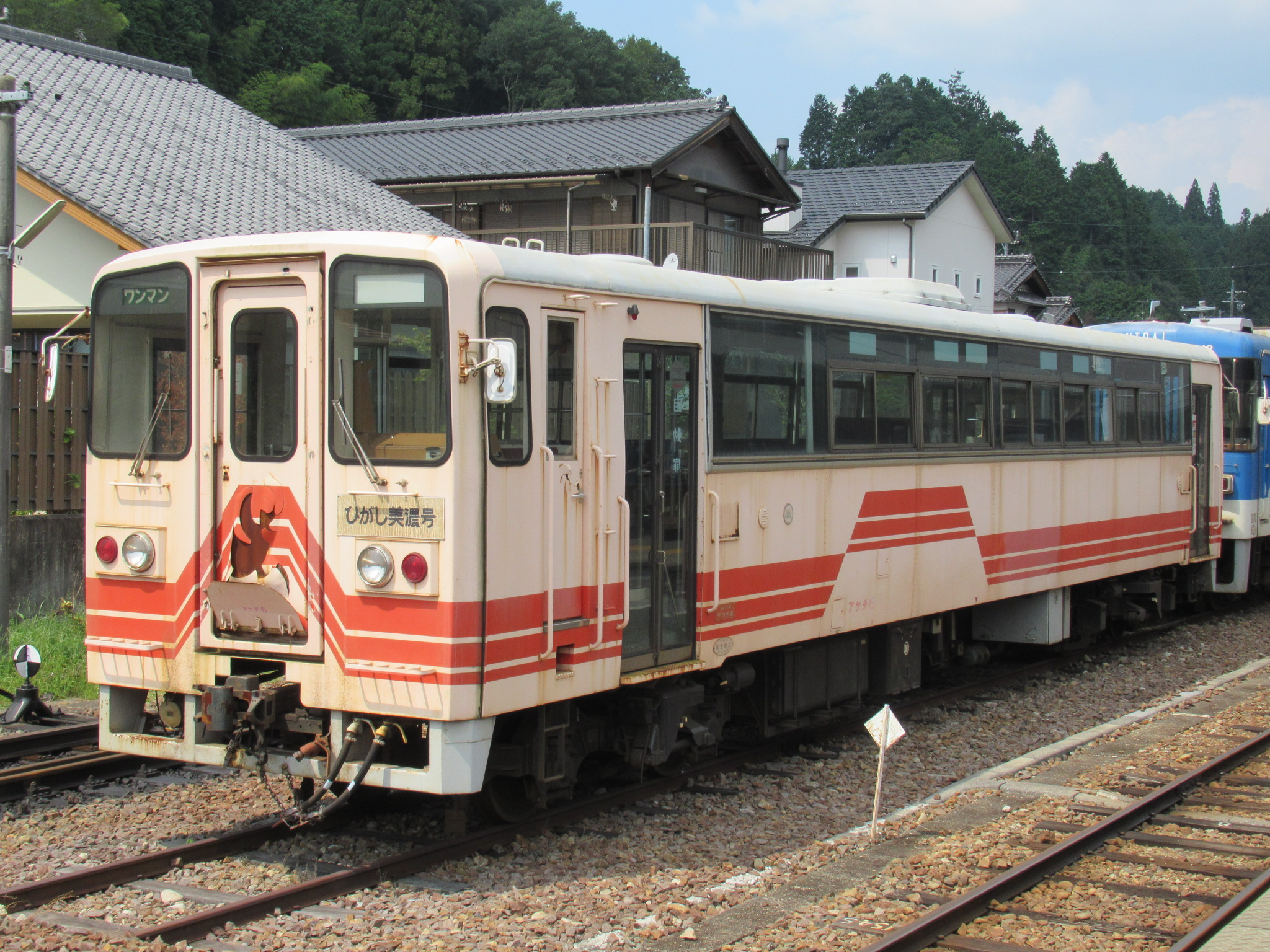
アケチ6

| 形式    | 車両番号 | 製造       | ロングシート化 | 廃車       |
| ------- | -------- | ---------- | -------------- | ---------- |
| アケチ1 | 1        | 1985年11月 | -              | 1998年12月 |
| アケチ1 | 2        | 1985年11月 | -              | 1998年11月 |
| アケチ1 | 3        | 1985年11月 | -              | 1997年12月 |
| アケチ1 | 4        | 1985年11月 | -              | 1999年10月 |
| アケチ1 | 5        | 1985年11月 | 1992年8月      | 1999年10月 |
| アケチ6 | 6        | 1990年4月  | -              | 2017年3月  |

## 運用

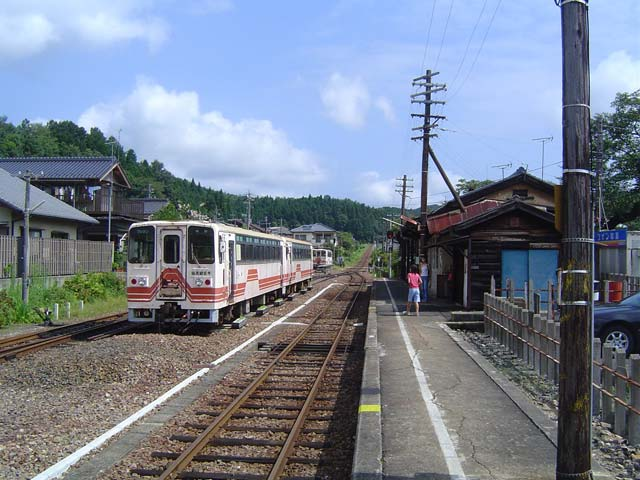
明智駅に並ぶアケチ1形の廃車体

1985年（昭和60年）明知鉄道開業に際してアケチ1形5両を準備、明知線明智駅 - 恵那駅間の列車に使用され、一部列車は2両編成で運転された。1989年（平成元年）に冷房装置を装備し、車内をロングシートとしたアケチ6形1両が増備され、1992年（平成4年）にはアケチ5の車内がロングシートに改造されている。登場後10年を経過したころから代替車両の検討が進み、第三セクター鉄道の標準仕様車であるアケチ10形が1997年（平成9年）に登場、1999年（平成11年）までにアケチ1形全車を置き換えた。アケチ1は山岡駅、アケチ2は阿木駅に保存されている。2004年（平成16年）4月に全線が集中連動信号に変更され、自動列車停止装置（ATS）を装備しないアケチ6は編成の中間車としてしか運用できなくなった。2009年（平成21年）1月にアケチ6にもATSが装備され、編成の先頭に出ることができるようになったが、列車ダイヤが出力の大きなアケチ10形にあわせたものに変更されていたため、単行での運転は通常営業では行われなかった。アケチ6は2017年（平成29年）3月にアケチ100形の導入に先立って廃車され、形式消滅した。
現在山岡駅に留置されているアケチ1は塗装を塗り直し一部改装したが、曜日限定であるものの「森の列車カフェ」として車両に入ることができる。また、阿木駅に留置されているアケチ2は窓等が板でふさがれ、消防団の器具庫として使われている。

### 書籍
- 寺田 祐一『私鉄気動車30年』JTBパブリッシング、2006年。ISBN 4-533-06532-5。

### 雑誌記事
- 『鉄道ピクトリアル』通巻464号「新車年鑑1986年版」（1986年5月・電気車研究会）
  - 藤井 信夫、大幡 哲海、岸上 明彦「各社別車両情勢」 pp. 84-96
  - 鉄道ピクトリアル編集部「明知鉄道 アケチ１形」 pp. 119
  - 「民鉄車両諸元表」 pp. 161-162
  - 「竣工月日表」 pp. 162-172

- 『鉄道ピクトリアル』通巻515号「<特集> 台車」（1989年8月・電気車研究会）
  - 吉川文夫「日本の鉄道車両 台車の歴史過程」 pp. 10-15

- 『鉄道ピクトリアル』通巻534号「新車年鑑1990年版」（1990年10月・電気車研究会）
  - 藤井 信夫・大幡 哲海・岸上 明彦「各社別車両情勢」 pp. 180-197
  - 「1990年度車両動向」 pp. 287-302

- 『鉄道ピクトリアル』通巻582号「新車年鑑1993年版」（1993年10月・電気車研究会）
  - 藤井信夫、大幡哲海、岸上明彦「各社別車両情勢」 pp. 96-110
  - 「1992年度車両動向」 pp. 187-209

- 『鉄道ピクトリアル』通巻658号「<特集> レールバス」（1998年9月・電気車研究会）
  - 「第三セクター・私鉄向け 軽快気動車の発達 富士重工業」 pp. 28-31
  - 高嶋修一「第三セクター・私鉄向け軽快気動車の系譜」 pp. 42-55

- 『鉄道ピクトリアル』通巻660号「新車年鑑1998年版」（1998年10月・電気車研究会）
  - 藤井信夫、大幡哲海、岸上明彦「各社別車両情勢」 pp. 83-100
  - 「竣工月日表」 pp. 198-210

- 『鉄道ピクトリアル』通巻582号「新車年鑑1999年版」（1999年10月・電気車研究会）
  - 藤井信夫、大幡哲海、岸上明彦「各社別車両情勢」 pp. 91-107
  - 「1998年度車両動向」 pp. 176-185

- 『鉄道ピクトリアル』通巻692号「新車年鑑2000年版」（2000年10月・電気車研究会）
  - 藤井 信夫、大幡 哲海、岸上 明彦「各社別車両情勢」 pp. 101-119
  - 「1999年度 車両動向」 pp. 187-201

- 『レイルマガジン』通巻230号付録（2002年11月・ネコ・パブリッシング）
  - 岡田誠一「民鉄・第三セクター鉄道 現有気動車ガイドブック2002」 pp. 1-32

- 『レイルマガジン』通巻250号（2004年7月・ネコ・パブリッシング）
  - 寺田 祐一「私鉄・三セク気動車 141形式・585輌の今!」 pp. 4-50

### Web資料
- “明知鉄道 アケチ6が試運転”.  鉄道ホビダス (2009年1月22日). 2017年8月16日閲覧。
- 名取紀之 (2011年4月28日). “編集長敬白 明知鉄道は今...。（下）”.   鉄道ホビダス. 2011年7月3日時点のオリジナルよりアーカイブ。2017年8月16日閲覧。
- “アケチ6号さようなら走行のお知らせ”.   明知鉄道 (2017年2月20日). 2017年8月15日閲覧。
- “明知鉄道に新型車輌導入アケチ101”.   明知鉄道 (2017年3月24日). 2017年8月15日閲覧。
- “アケチ6が営業運転を終了”.  railf.jp (2017年4月1日). 2017年8月15日閲覧。